# Mr. Saturday Night
Mr. Saturday Night er en amerikansk film fra 1992 instrueret, produceret og skrevet af Billy Crystal, der også spiller hovedrollen som stand-up komikeren Buddy Young Jr. David Paymer blev nomineret til en Oscar for bedste mandlige birolle.

## Medvirkende
- Billy Crystal
- David Paymer
- Julie Warner
- Helen Hunt
- Ron Silver
- Jerry Lewis

## Ekstern henvisning
- Mr. Saturday Night på Internet Movie Database (engelsk)
- Mr. Saturday Night på Filmdatabasen
- Mr. Saturday Night på Scope
- Mr. Saturday Night i Svensk Filmdatabas (svensk)
- Mr. Saturday Night på AlloCiné (fransk)
- Mr. Saturday Night på MovieMeter (nederlandsk)
- Mr. Saturday Night på AllMovie (engelsk)
- Mr. Saturday Nights profil hos Encyclopædia Britannica Online (engelsk)
- Mr. Saturday Night på Turner Classic Movies (engelsk)
- Mr. Saturday Night på The Movie Database (engelsk)